# Dibbadahalli, Chiknayakanhalli
Dibbadahalli là một làng thuộc tehsil Chiknayakanhalli, huyện Tumkur, bang Karnataka, Ấn Độ.